# Elaphropus tahoensis
Elaphropus tahoensis är en skalbaggsart som beskrevs av Thomas Casey. Elaphropus tahoensis ingår i släktet Elaphropus och familjen jordlöpare. Inga underarter finns listade i Catalogue of Life.